# Баркли, Чарльз
Чарльз Уэ́йд Ба́ркли (англ. Charles Wade Barkley; родился 20 февраля 1963 года в Лидсе, штат Алабама) — американский профессиональный баскетболист. Несмотря на не очень выдающиеся габариты (198 см и 114 кг), был одним из самых мощных тяжёлых форвардов. Получил прозвище «Сэр Чарльз».
Игрок клуба НБА «Филадельфия-76» (1984 — 92), «Финикс Санз» (1992 — 96), «Хьюстон Рокетс» (1996 — 2001), 2-кратный олимпийский чемпион (1992, 1996), Самый ценный игрок Матча всех звёзд НБА сезона 1991 года, в 1993 году стал самым ценным игроком НБА, 10 раз входил в символические сборные по итогам сезона (1988 — 91, 1993 — первая команда, 1986, 1987, 1992, 1994, 1995), 11-кратный участник матча «Всех звезд».
В 1996 году в рамках юбилея НБА был включен в число 50 лучших игроков за всю историю ассоциации. В 2006 году был включён в Зал славы баскетбола (Спрингфилд, Массачусетс).
Баркли оставался популярным в течение длительного периода времени. Так, он в течение 13 сезонов попадал в сборную НБА, выбираемую фанатами и общественными деятелями (англ. NBA's All-Interview Team).
Сыграл самого себя в комедии «Космический джем» наряду с Майклом Джорданом и несколькими другими баскетболистами НБА.
Низкорослый для тяжелого форварда, Баркли использовал свою силу и агрессивность для того, чтобы доминировать под щитом и стать одним из лучших игроков по подборам в НБА. Разносторонний и креативный игрок мог уверенно сыграть как в атаке, так и в защите, набирал большое количество очков. В 2000 году завершил карьеру, став четвёртым в истории НБА игроком, набравшим более 20000 очков, сделавшим более 10000 подборов и 4000 результативных передач.
После завершения карьеры игрока Баркли стал спортивным комментатором и аналитиком игр НБА американского канала TNT. Кроме того, Баркли издал несколько книг и проявляет интерес к публичной политике — в октябре 2008 года он заявил о том, что будет баллотироваться на пост губернатора от штата Алабама в 2014 году, однако затем изменил мнение и прекратил избирательную кампанию в 2010.

## Детские и юношеские годы
Чарльз Баркли родился и вырос в муниципалитете Лидс (Алабама, США), в 16-и километрах от Бирмингема. Здесь же окончил среднюю школу. Будучи юниором при росте 178 см он весил 99,8 кг. Он не попал в команду школы, был резервистом. Однако, за одно лето он вырос до 193 см и получил возможность выступать в стартовом составе. В среднем он набирал за игру 19,1 очков и делал 17,9 подборов. В итоге, его команда поставила рекорд штата, победив со счётом 26-3 в полуфинале. Несмотря на определённый прогресс, к Баркли не проявляли интереса скауты колледжей вплоть до этапа полуфиналов первенства штата, где он набрал 26 очков, опередив самого результативного игрока Алабамы Бобби Ли Харта. Помощник главного тренера Университета Оберна Сонни Смит так отзывался о Чарльзе Баркли: «толстый парень … который может носиться как ветер». Вскоре Баркли попал в команду Смита — Университет Оберна и начал изучать менеджмент.

## Колледж
Чарльз Баркли в течение трёх лет играл в составе баскетбольной команды Университета Оберна «Оберн Тайгерс». Он возглавлял NCAA по подборам в течение каждого года. За время его учёбы в колледже он частенько вынужден был играть в позиции центрового, несмотря на то, что не соответствовал критериям роста для данной позиции. Баркли дважды избирался во вторую (1982—1983, 1983—1984) и один раз в третью «всезвёздную» сборную. В 1984 году Баркли был признан игроком года. В 1983 году Чарльз Баркли впервые представлял свою страну на международных университетских играх, вместе с командой он стал бронзовым призёром игр.
За три года выступления за колледж, Чарльз имел следующие среднестатистические показатели: 13,6 очков за игру, 9,3 подборов, 1,6 результативных передач, 1,7 блок-шотов. Результативность выполняемых им бросков с игры оставила 62,6 %. В 1984 году его результативность в чемпионате NCAA составила 23 очка в среднем за игру, 17 подборов, 4 результативных передач, 2 перехвата, 2 блок-шота при проценте попаданий 80 % с игры.

## Карьера в НБА

### Филадельфия Севенти Сиксерс
Баркли покинул Оберн и получил возможность попасть на драфт НБА 1984 года. Он получил пятый номер и в первом раунде его выбрала Филадельфия-76, он стоял в двух слотах от Майкла Джордана, которого выбрали «Чикаго Буллз». В итоге Баркли попал в команду ветеранов, в которую входили Джулиус Ирвинг, Мозес Мэлоун и Морис Чикс, игроки, которые привели «Филадельфию» к титулу чемпионов НБА 1982/83 года. Под руководством Мэлоуна Баркли тренировался в распределении веса тела, а также готовился к играм. В регулярном чемпионате в среднем за игру он набирал 14,0 очков и 8,6 подборов и по итогам сезона 1984/85 годов попал в список лучших новичков НБА. По итогам сезона «Филадельфия-76» попала в Финал Восточной Конференции, однако там в пяти играх проиграла «Бостон Селтикс». Новобранец команды Баркли набирал здесь в среднем за игру 14,9 очков и делал 11,1 подбор.
В своем втором сезоне в НБА (1985/86 годов) Чарльз Баркли стал одним из лучших игроков команды, делая больше всего подборов и занимал второе место по результативности, набирая в среднем за игру 20,0 очков и делая 12,8 подборов. В «Филадельфии» Баркли стал выходить в качестве основного форварда в стартовом составе. В итоге, он помог команде попасть в плей-офф 1986 года, где набирал в среднем за игру 25,0 очков с точностью попаданий .578 с игры, а также делал в среднем 15,8 подборов. Несмотря на его усилия, «Филадельфия» проиграла 4-3 «Милуоки Бакс» в полуфинале Восточной Конференции. Баркли попал в состав второй команды всех звёзд НБА.

### Финикс Санз
После обмена из «Филадельфии-76» именно при Баркли настала «золотая эра» «Финикса» — в первой половине 90-х годов эта команда прочно вошла в число претендентов на титул чемпионов НБА. В сезоне 1992/93 годов Баркли был признан MVP регулярного сезона, обойдя в голосовании болельщиков самого Майкла Джордана. Команда, в которой играли вместе с ним разыгрывающий Кевин Джонсон, снайпер Дэн Марли, центровой Эй Си Грин, дошла до Финала НБА, где уступила «Чикаго Буллз» со счётом 2-4. Несмотря на это победа «Финикса» в овертайме в одном из матчей с «Чикаго» стала одной из величайших игр в истории НБА.
После этого сезона Баркли постоянно начали мучить травмы, в частности, проблемы со спиной. Баркли был очень силён в борьбе за отскок — отсюда постоянный контакт с соперником. В сезоне 1993/94 «Финикс» во главе с Баркли уступил «Хьюстону» в финале конференции, хотя выиграл 2 первых матча в гостях.
Впоследствии кадровые перемены в «Финиксе» не пошли на пользу команде, результаты её снизились, и на уровень 90-х команда так и не вышла. Баскетбол «Финикса» при Баркли был близок к знаменитому «Шоутайм» (англ. Show-time) «Лэйкерс», но с уклоном в атаку.

### Хьюстон Рокетс
Перед сезоном 1996/97 Баркли перебрался в «Хьюстон Рокетс», не защитившей за год до этого чемпионский титул. Карьера Баркли в стане «Рокетс» также не принесла ему желанного трофея чемпиона НБА, несмотря на то, что компанию в борьбе за высшую награду ему составляли Хаким Оладжьювон и Клайд Дрекслер, также как и Чарльз, вошедшие в состав «Пятидесяти лучших игроков лиги» за всю историю её существования. В своем первом матче за «Хьюстон Рокетс», Чарльз Баркли собрал тридцать три подбора, установив личный рекорд. Он продолжал бороться с травмами на протяжении всего сезона и сыграл только 53 матча. Он стал вторым бомбардиром команды, набирая в среднем 19,2 очка при реализации 0,484 с игры. Впервые не считая дебютный сезон его результативность стала ниже 20 очков за игру. Оладжьювон совершал большую часть бросков, Баркли сосредоточился главным образом на подборе, собирая в среднем 13,5 отскоков за игру, второй лучший в его карьере. «Ракеты» закончили регулярный сезон с показателем побед/поражений 57-25 и вышли в финал Западной конференции, где они потерпели поражение в шести матчах от «Юты». В плей-офф Баркли набирал в среднем 17,9 очка и 12,0 подбора за игру.
В сезоне 1997/98 стал также очередным годом сражений Чарльза с преследовавшими его травмами. Он набирал в среднем 15,2 очка при реализации 0,485 с игры и 11,7 подборов за игру. «Ракеты» закончили регулярный сезон с показателем побед/поражений 41-41 и проиграли в пяти играх «Юте» в первом раунде плей-офф. Из-за травм, Баркли сыграл только в четырёх играх, его показатели для игр плей-офф достигли минимальных значений в карьере — 9,0 очка и 5,3 подбора за 21,8 минуты в среднем за игру.
Перед укороченным из-за локаута сезона 1998/99 и после распада великого «Чикаго Буллз» в команду перешёл Скотти Пиппен. Баркли отыграл в 42 играх, набирая 16,1 очка при реализации 0,478 с игры и делая 12,3 подборов в среднем за игру. Он стал вторым игроком в истории НБА, после Уилта Чемберлена, набрав 23000 очка, 12000 подбора и 4000 передачи за карьеру. «Ракеты» закончили укороченный сезон с показателем побед/поражений 31/19 и вышли в плей-офф. В своих последних играх постсезона, Баркли набирал в среднем 23,5 очка при реализации 0,529 и делая 13,8 подборов в среднем за игру, однако «Хьюстон» уступил «Лос-Анджелес Лейкерс» в первом раунде плей-офф. У Баркли не сложились отношения с партнером по команде — Пиппеном, после чего руководство «Хьюстона» приняло решение обменять последнего в «Портленд».
Сезон 1999/2000 стал последним в спортивной карьере Баркли. Первоначально Баркли набирал 14,5 очков и делая 10,5 подборов в среднем за игру. Сезон для Баркли и карьера, преждевременно завершились в возрасте 36 лет после разрыва сухожилия четырёхглавой мышцы левой ноги 8 декабря 1999 года в игре против «Филадельфии», где он начал свою карьеру. Чарльз, заявил о том, что не хочет покидать лигу при таких обстоятельствах и вернулся после четырёх месяцев лечения на один матч. 19 апреля 2000 года в домашней игре против «Ванкувер Гризлис», Баркли забил памятный мяч после подбора и добивания в корзину, своего фирменного знака. Чарльз провел на площадке 14 минут и набрал 4 очка, а его команда уступила одному из аутсайдеров лиги. После игры Баркли объявил о завершении карьеры, отметив что хотел самостоятельно покинуть площадку, а не на носилках. Чарльз Баркли после завершения карьеры стал комментатором одного из спортивных каналов в США.

#### Образец для подражания
На протяжении всей своей карьеры Баркли оспаривал тезис о том, что спортсмены могут быть образцом для подражания. Он утверждал: «Миллион парней могут играть в баскетбол в тюрьме, могут ли они при этом быть такими образцами?» В 1993 году его аргументация была представлена в национальных новостях в короткой рекламе «Nike»: «Я не образец для подражания». Бывший вице-президент США Джеймс Куэйл, назвал её «обращением к семейным ценностям», и поддержал Баркли в этом: «Чарльз обращается к родителям, чьи дети ищут образцы для подражания где угодно, хотя они могли бы посмотреть на своих учителей и родителей».

Обращение с экрана телевизора привлекло огромное общественное внимание. Свою позицию он обозначал так: 
Я думаю, что массмедиа требуют от спортсменов быть этакими примерами для подражания, сюда включается какая-то зависть. Если мы имеем дело с молодым чернокожим пареньком, который играет и зарабатывает этим на жизнь, то мы многого требуем от него. И мы действительно лукавим, если говорим детям, чтобы они оглядывались на кого-то, кем они никогда не смогут стать. В итоге, все дети не могут стать Майклами Джорданами.

## Олимпийские игры
Баркли в составе мужской баскетбольной команды Соединенных Штатов завоевал две золотые медали на Олимпиадах в Барселоне (1992) и Атланте (1996). Международные правила, которые ранее запрещали игрокам НБА играть на Олимпийских играх были изменены в 1992 году, что позволило Баркли и другим профессионалам НБА принять участие в Олимпийских играх в первый раз. В команду вместе с Чарльзом Баркли вошли Ларри Бёрд, Мэджик Джонсон, Майкл Джордан, Крис Маллин, Патрик Юинг, Клайд Дрекслер, Джон Стоктон и другие звёзды НБА. Сборную США тут же окрестили Dream Team — «командой мечты», и, действительно, такой команды ни до ни после в мире больше не было. «Команда Мечты» дебютировала 28 июня 1992 года на чемпионате Америки в Портленде — квалификационном Олимпийском турнире. В первой игре сборная США разгромила Кубу со счётом 136:57. Одержав ещё четыре победы, 5 июля 1992 года американцы обыграли в финале турнира сборную Венесуэлы со счётом 127-80 и завоевали золотые медали. Самым результативным игроком в команде по очкам и подборам стал Чарльз Баркли, набирая в среднем за игру 16,3 очка и делая 6,7 подбора. В 8 проведённых матчах Олимпийских игр-1992 в Барселону американцы неизменно набирали больше ста очков, их тренер Чак Дэйли не взял за весь турнир ни одного тайм-аута, в очередь за автографами американцев после игр выстраивались не только болельщики, но и игроки команды-соперницы. Сборная Литвы в полуфинале была разбита со счётом 127:76, Хорватия в финале — 117:85. Баркли, набирая по 18,0 очков и делая 4,1 подбора в среднем за игру, стал самым результативным игроком команды.
В состав команды для участия на Олимпиаде помимо Баркли вошли практически все сильнейшие, в том числе пять человек из золотого состава 1992 года (Чарльз Баркли, Карл Мэлоун, Скотти Пиппен, Дэвид Робинсон и Джон Стоктон). На Олимпийских играх-1996 в Атланте команда США вновь была на голову сильнее всех своих соперников. Ведомая Баркли, команда вновь одержала 8 побед при 0 поражений и завоевала золотую медаль. Чарльз набирал в среднем 12,4 очка при реализации 81,6 % и делая 6,6 подбора в среднем за игру. В финале был установлен рекорд посещаемости баскетбольного матча: встречу США — Югославия наблюдали 34600 зрителей. Американцы победили 95:69, хотя и столкнулись по ходу игры с серьёзным сопротивлением — за 14 минут до финальной сирены преимущество сборной США составляло всего одно очко (51:50).

## Рекорды в НБА

### Регулярный чемпионат
Трехочковые броски без промаха (за игру): 6—6, «Филадельфия-76» против «Майами Хит», 22 февраля 1989 года
- побит Терри Портером 14 ноября 1992 года

Подборы на своём щите, (половина игры): 13, «Филадельфия-76» против «Нью-Йорк Никс», 4 марта 1987 года

## Профиль игрока
Чарльз Баркли считается одним из самых разносторонних игроков, который в равной степени мог не только много и разнообразными способами набирать очки, но и великолепно играть в защите, а также раздавать результативные передачи. Баркли отличался силовой манерой игры, а также цепкостью и выносливостью при борьбе за отскок. При росте 198 см и весе 114 кг Баркли обладал отличным прыжком, благодаря которому он успешно боролся с центровыми соперников за отскочившие мячи, а высокая стартовая скорость и точность бросков позволяли ему уверенно чувствовать себя и в роли защитника. Во время игры Баркли частенько применял силовые проходы против уступающих ему в физических данных защитников, а более массивных оппонентов он обыгрывал за счёт стартовой скорости. Много очков он набрал после подборов в нападении, добавляя мяч в одном прыжке сверху или бросая его в кольцо. Баркли также обладал такими навыками характерными для защитников, как ведение мяча (дриблинг) и пас. Так как он зачастую показывал прекрасные защитные действия в ключевые моменты (перехват или блок-шот), его частенько критиковали за то, что он находился ниже своего соперника и за частые попытки трёхочковых бросков, которые он совершал с низким процентом (.266). Баркли демонстрировал достаточно эффективную игру в овертайме, когда он благодаря своей физической мощи мог, протаскивая на спине упирающегося защитника, плавно двигался по направлению к кольцу, где совершал бросок с близкого расстояния или отдавал передачу открывшемуся партнёру в случае двойной опеки.
Баркли считали одним из сторонников так называемого медленного стиля игры, с которым НБА успешно боролась введением нового нарушения, которое называют «правило пяти секунд». Иногда это нарушение неофициально называют «правило Чарльза Баркли». Вне игры сэр Чарльз обладает прекрасным чувством юмора. В 2000 году Баркли ушёл в отставку как один из четырёх игроков за всю историю лиги, которому за всю профессиональную карьеру удалось набрать не менее 20000 очков, 10000 подборов и 4000 результативных передач. Баркли одиннадцать раз становился участником Матчей Всех Звёзд НБА.

## Телевидение
С 2000 года был студийным аналитиком на телеканале Turner Network Television (TNT).
Являлся одним из ведущих программы «Внутри НБА», в которой оценивал прошедшие игры и события в лиге. Удостоен четырёх премий Эмми («Outstanding Studio Analyst»).
В январе 2012 года был приглашённым комментатором на транслируемом NBC матче уайлд-кард NFL.
В ноябре 2012 года сообщил о размышлении завершить карьеру комментатора в 2016 году, что не помешало ему позже подписать новый контракт с TNT.
В октябре 2022 года подписал 10-летнйи контракт с TNT. Позже сообщал о планах уйти после наступления 60-летия в 2023 году.
В июне 2024 года выступил студийным аналитиком на транслируемом ABC финале Кубка Стэнли.
14 июня 2024 года объявил о завершении работы на телевидении после окончания сезона НБА 2024—2025, ранее выступая с критикой позиции Warner Bros. Discovery в переговорах о телеправах с NBA.

## Личная жизнь и политические взгляды
В 1989 году Баркли женился на Морин Блумхарт (англ. Maureen Blumhardt). Дочь Кристиана.
Выступает против антисемитизма со стороны темнокожих.

## Статистика

### Статистика в НБА
| Сезон                                                                                    | Команда     | Регулярный сезон | Регулярный сезон | Регулярный сезон | Регулярный сезон | Регулярный сезон | Регулярный сезон | Регулярный сезон | Регулярный сезон | Регулярный сезон | Регулярный сезон | Регулярный сезон | Серия плей-офф | Серия плей-офф | Серия плей-офф | Серия плей-офф | Серия плей-офф | Серия плей-офф | Серия плей-офф | Серия плей-офф | Серия плей-офф | Серия плей-офф | Серия плей-офф |
| Сезон                                                                                    | Команда     | GP               | GS               | MPG              | FG%              | 3P%              | FT%              | RPG              | APG              | SPG              | BPG              | PPG              | GP             | GS             | MPG            | FG%            | 3P%            | FT%            | RPG            | APG            | SPG            | BPG            | PPG            |
| ---------------------------------------------------------------------------------------- | ----------- | ---------------- | ---------------- | ---------------- | ---------------- | ---------------- | ---------------- | ---------------- | ---------------- | ---------------- | ---------------- | ---------------- | -------------- | -------------- | -------------- | -------------- | -------------- | -------------- | -------------- | -------------- | -------------- | -------------- | -------------- |
| 1984/85                                                                                  | Филадельфия | 82               | 60               | 28,6             | 54,5             | 16,7             | 73,3             | 8,6              | 1,9              | 1,2              | 1,0              | 14,0             | 13             | 2              | 31,4           | 54,0           | 66,7           | 63,5           | 11,1           | 2,0            | 1,8            | 1,2            | 14,9           |
| 1985/86                                                                                  | Филадельфия | 80               | 80               | 36,9             | 57,2             | 23,0             | 68,5             | 12,8             | 3,9              | 2,2              | 1,6              | 20,0             | 12             | 12             | 41,4           | 57,8           | 6,7            | 69,5           | 15,8           | 5,6            | 2,3            | 1,3            | 25,0           |
| 1986/87                                                                                  | Филадельфия | 68               | 62               | 40,3             | 59,4             | 20,2             | 76,1             | 14,6             | 4,9              | 1,8              | 1,5              | 23,0             | 5              | 5              | 42,0           | 57,3           | 12,5           | 80,0           | 12,6           | 2,4            | 0,8            | 1,6            | 24,6           |
| 1987/88                                                                                  | Филадельфия | 80               | 80               | 39,6             | 58,7             | 28,0             | 75,1             | 11,9             | 3,2              | 1,3              | 1,3              | 28,3             | Не участвовал  | Не участвовал  | Не участвовал  | Не участвовал  | Не участвовал  | Не участвовал  | Не участвовал  | Не участвовал  | Не участвовал  | Не участвовал  | Не участвовал  |
| 1988/89                                                                                  | Филадельфия | 79               | 79               | 39,1             | 57,9             | 21,6             | 75,3             | 12,5             | 4,1              | 1,6              | 0,8              | 25,8             | 3              | 3              | 45,0           | 64,4           | 20,0           | 71,0           | 11,7           | 5,3            | 1,7            | 0,7            | 27,0           |
| 1989/90                                                                                  | Филадельфия | 79               | 79               | 39,0             | 60,0             | 21,7             | 74,9             | 11,5             | 3,9              | 1,9              | 0,6              | 25,2             | 10             | 10             | 41,9           | 54,3           | 33,3           | 60,2           | 15,5           | 4,3            | 0,8            | 0,7            | 24,7           |
| 1990/91                                                                                  | Филадельфия | 67               | 67               | 37,3             | 57,0             | 28,4             | 72,2             | 10,1             | 4,2              | 1,6              | 0,5              | 27,6             | 8              | 8              | 40,8           | 59,2           | 10,0           | 65,3           | 10,5           | 6,0            | 1,9            | 0,4            | 24,9           |
| 1991/92                                                                                  | Филадельфия | 75               | 75               | 38,4             | 55,2             | 23,4             | 69,5             | 11,1             | 4,1              | 1,8              | 0,6              | 23,1             | Не участвовал  | Не участвовал  | Не участвовал  | Не участвовал  | Не участвовал  | Не участвовал  | Не участвовал  | Не участвовал  | Не участвовал  | Не участвовал  | Не участвовал  |
| 1992/93                                                                                  | Финикс      | 76               | 76               | 37,6             | 52,0             | 30,5             | 76,5             | 12,2             | 5,1              | 1,6              | 1,0              | 25,6             | 24             | 24             | 42,8           | 47,7           | 22,2           | 77,1           | 13,6           | 4,3            | 1,6            | 1,1            | 26,6           |
| 1993/94                                                                                  | Финикс      | 65               | 65               | 35,4             | 49,5             | 27,0             | 70,4             | 11,2             | 4,6              | 1,6              | 0,6              | 21,6             | 10             | 10             | 42,5           | 50,9           | 35,0           | 76,4           | 13,0           | 4,8            | 2,5            | 0,9            | 27,6           |
| 1994/95                                                                                  | Финикс      | 68               | 66               | 35,0             | 48,6             | 33,8             | 74,8             | 11,1             | 4,1              | 1,6              | 0,7              | 23,0             | 10             | 10             | 39,0           | 50,0           | 25,7           | 73,3           | 13,4           | 3,2            | 1,3            | 1,1            | 25,7           |
| 1995/96                                                                                  | Финикс      | 71               | 71               | 37,1             | 50,0             | 28,0             | 77,7             | 11,6             | 3,7              | 1,6              | 0,8              | 23,2             | 4              | 4              | 41,0           | 44,3           | 25,0           | 78,7           | 13,5           | 3,8            | 1,0            | 1,0            | 25,5           |
| 1996/97                                                                                  | Хьюстон     | 53               | 53               | 37,9             | 48,4             | 28,3             | 69,4             | 13,5             | 4,7              | 1,3              | 0,5              | 19,2             | 16             | 16             | 37,8           | 43,4           | 28,9           | 76,9           | 12,0           | 3,4            | 1,2            | 0,4            | 17,9           |
| 1997/98                                                                                  | Хьюстон     | 68               | 41               | 33,0             | 48,5             | 21,4             | 74,6             | 11,7             | 3,2              | 1,0              | 0,4              | 15,2             | 4              | 0              | 21,8           | 52,2           | 0,0            | 57,1           | 5,3            | 1,0            | 1,3            | 0,0            | 9,0            |
| 1998/99                                                                                  | Хьюстон     | 42               | 40               | 36,3             | 47,8             | 16,0             | 71,9             | 12,3             | 4,6              | 1,0              | 0,3              | 16,1             | 4              | 4              | 39,3           | 52,9           | 28,6           | 66,7           | 13,8           | 3,8            | 1,5            | 0,5            | 23,5           |
| 1999/00                                                                                  | Хьюстон     | 20               | 18               | 31,0             | 47,7             | 23,1             | 64,5             | 10,5             | 3,2              | 0,7              | 0,2              | 14,5             | Не участвовал  | Не участвовал  | Не участвовал  | Не участвовал  | Не участвовал  | Не участвовал  | Не участвовал  | Не участвовал  | Не участвовал  | Не участвовал  | Не участвовал  |
|                                                                                          | Всего       | 1073             | 1012             | 36,6             | 54,1             | 26,6             | 73,5             | 11,7             | 3,9              | 1,5              | 0,8              | 22,1             | 123            | 108            | 39,4           | 51,3           | 25,5           | 71,7           | 12,9           | 3,9            | 1,6            | 0,9            | 23,0           |
| Наведите курсор мыши на аббревиатуры в заголовке таблицы, чтобы прочесть их расшифровку. |             |                  |                  |                  |                  |                  |                  |                  |                  |                  |                  |                  |                |                |                |                |                |                |                |                |                |                |                |